# Mambembe (filme)
Mambembe é um documentário brasileiro de 2024, dirigido e escrito por Fabio Meira. Estreou na Premiere Brasil do Festival do Rio no dia 04 de outubro de 2024. Rodado no no agreste pernambucano é um projeto que usa a metalinguagem para falar sobre o próprio processo de sua produção.

## Personagens
- Índia Morena[3]
- Madona Show
- Murilo Grossi
- Dandara Ohana

## Sinopse
Um filme sobre a tentativa de se fazer um filme. O diretor retoma uma filmagem de 2010 sobre um topógrafo errante e seu encontro com três mulheres de um circo mambembe. Por meio da história desses personagens, o longa lida com o acaso e, ao mesmo tempo, reflete a respeito da construção artística.

## Prêmios e festivais
Prêmios
- 20º Panorama Internacional Coisa de Cinema - Melhor Filme e Melhor Montagem[4]
- 26º FICA - Melhor Filme, Melhor Montagem e Melhor Direção (Fabio Meira)[5]
- 32º Festival de Cinema de Vitória - Melhor Filme (Júri Técnico), Melhor Interpretação (Índia Morena), Menção Honrosa (Madona Show) e Prêmio Sesc Glória[6]
- 48º Festival Guarnicê de Cinema - Melhor Filme (Júri Técnico), Melhor Filme (Júri Popular). Melhor atriz (Dandara Ohana, Madona Show e Índia Morena), Melhor Ator (Murilo Grossi), Melhor Fotografia (Daniela Cajías)[7]

Festivais
- 26º Festival do Rio, Première Brasil
- 48a Mostra Internacional de Cinema de São Paulo [8]
- 28º Forumdoc.BH[9]
- 20º Parorama Internacional Coisa de Cinema[10]
- 26º FICA [11]
- 29º CinePE [12]
- 32º Festival de Cinema de Vitória [13]
- 48º Festival Guarnicê de Cinema